# Knut Rød
Knut Rød (Oslo, 30 giugno 1900 – Oslo, 19 maggio 1986) è stato un procuratore norvegese, responsabile dell'arresto, della detenzione e del trasferimento di uomini, donne e bambini ebrei alle truppe delle SS nel porto di Oslo.
Per le azioni legate all'Olocausto in Norvegia, fu implicato in due processi avvenuti nell'ambito dell'epurazione in Norvegia dopo la seconda guerra mondiale, venendo assolto in entrambi i casi. I due processi sono considerati controversi, tanto da essere stati definiti come il "processo più strano nella Norvegia del dopoguerra" anche per il loro esito.

## Biografia
Nacque a Kristiania nel 1900 e si laureò in giurisprudenza nel 1927. Fu assunto nel dipartimento di polizia di Aker, in servizio sotto Johan Søhr, noto per essersi opposto all'ammissione dei rifugiati ebrei in Norvegia durante la prima guerra mondiale. Nel 1929 fu promosso detective (kriminalbetjent) e nel 1937 tenente (førstebetjent). Entrò nel Nasjonal Samling il 4 gennaio 1941, ben dopo l'invasione tedesca della Norvegia.
Si unì alla neonata Statspolitiet e divenne il capo amministrativo della sezione di Oslo. Per ragioni e circostanze che rimangono poco chiare si dimise dalla polizia nel settembre 1943 e uscì dal Nasjonal Samling il 30 settembre 1943.

### Carriera nellaStatspolitiet
Nell'autunno del 1941, Jonas Lie, ministro della polizia nel governo Terboven, istituì la Statspolitiet, composta da diverse sezioni in tutto il paese e inizialmente costituita da 150 uomini sotto il comando di Karl Marthinsen. Marthinsen dpendeva direttamente delle autorità tedesche, indipendentemente da Lie. Tutti gli agenti di polizia di questo gruppo, tranne quattro, erano membri del Nasjonal Samling. Durante le operazioni legate all'Olocausto, Rød era il braccio destro di Martinsen e agiva in suo nome.

### La deportazione degli ebrei
L'identificazione, l'arresto, la detenzione, la deportazione e l'omicidio degli ebrei in Norvegia seguirono diverse fasi. Rød partecipò come poliziotto all'arresto degli ebrei a Oslo e dintorni il 26 ottobre 1942, contemporaneamente alla confisca delle proprietà ebraiche. Il 25 e 26 novembre 1942, fu l'autorità sul campo nell'operazione di polizia dove 532 ebrei furono costretti a salire a bordo della nave mercantile SS Donau e inviati ad Auschwitz attraverso il porto di Stettino.
Le operazioni di terra erano complesse e dovevano essere pianificate ed eseguite con un giorno di preavviso. Sotto il comando di Martinsen e Rød, la sua sezione compilò gli elenchi di donne, bambini, pazienti e anziani ebrei che non erano ancora stati arrestati e detenuti; successivamente organizzò 100 squadre, ciascuna composta da un agente di polizia, un caposquadra e due assistenti, tipicamente membri dell'Hird, soldati delle SS o altri agenti di polizia. Per ogni squadra fu requisito un taxi e a ogni squadra fu fornito un elenco di quattro indirizzi. Il piano prevedeva che ogni membro arrestasse e detenesse una famiglia, il taxi avrebbe portato ciascuna famiglia a turno al molo. Alle ore 4:30, 100 taxi (metà dell'intera flotta di taxi disponibile a Oslo e Aker) erano fermi davanti alla stazione di polizia nel quartiere Majorstuen di Oslo.
La Statspolitiet iniziò questa missione nella notte prima arrestando i pazienti ebrei negli ospedali, negli istituti psichiatrici, nelle case di cura, ecc. Nonostante le proteste dei medici, i pazienti gravemente malati furono comunque trasportati al molo e caricati a bordo della nave.

## Processo
Dopo la liberazione della Norvegia, Rød fu arrestato il 14 maggio 1945 e imprigionato nella prigione di Ilebu, meglio nota come campo di concentramento Grini durante il regime nazista. Fu accusato di diversi reati, tra cui la violazione dell'articolo 86 per aver fornito aiuto al nemico, le ordinanze (landssvikandordningen) emanate durante la guerra e la violazione dell'articolo 223 del codice penale contro il rapimento (sebbene questo capo non sia stato incluso nel processo). Fu assolto il 4 febbraio 1946 contro l'obiezione del giudice Johan Munthe Cappelen. A difesa di Rød furono avanzate tre argomentazioni separate:
1. Copertura - La difesa affermò che egli aveva fatto il doppio gioco per il movimento di resistenza norvegese e che la sua copertura sarebbe stata compromessa, impedendogli di svolgere le azioni più importanti per la resistenza. Questa tesi si basava sulle testimonianze degli altri agenti di polizia coinvolti nell'arresto e nella deportazione, infatti sembrava probabile che Rød avesse effettivamente passato delle informazioni ai membri della resistenza infiltrati all'interno del dipartimento di polizia, ma non esistono prove che confermano la volontà di avvertire gli ebrei o la resistenza dell'imminente arresto e deportazione.
2. Coercizione - Come nel caso di molti altri funzionari coinvolti nell'Olocausto, Rød affermò di non avere alcuna scelta reale in materia. La difesa sostenne che se avesse rifiutato di obbedire agli ordini dei suoi superiori, sarebbe stato soggetto all'arresto e alla possibile deportazione.
3. Professionalità - La difesa sostenne che le sue responsabilità erano limitate al lavoro "tecnico" di polizia che aveva svolto coscienziosamente e in modo umano.

La maggior parte della giuria del processo ritenne che Rød si fosse trovato in una posizione difficile durante questi eventi e che il suo giudizio sulla partecipazione agli aspetti "tecnici" delle azioni fosse giustificato. Rød sostenne di aver condotto gli arresti in modo "umano" e che la sua partecipazione impedì alla polizia tedesca di prendere il controllo completo dell'autorità di polizia norvegese e di causare danni maggiori. La corte accettò anche l'argomento del "camuffamento", vale a dire che la copertura di Rød come agente di polizia collaboratore sarebbe stata messa a repentaglio se avesse resistito all'ordine di arrestare e trasferire gli ebrei. L'unico giudice dissenziente, il giudice Cappelen, osservò che "non c'è nulla che indichi che l'imputato – come si trovava prima di questi crimini – avesse doveri patriottici di tale importanza e che fossero così strettamente legati al suo ruolo nella polizia di Stato da giustificare la sua partecipazione in primo piano all'arresto di ebrei".
L'assoluzione fu annullata in appello e il processo fu ritentato il 9 aprile 1948. Fu nuovamente assolto, questa volta da un collegio unanime. La richiesta di Rød di essere reintegrato nella polizia fu respinta, solo dopo aver presentato ricorso al tribunale cittadino di Oslo gli fu permesso di essere reintegrato nel dipartimento di polizia di Oslo. La polizia di Oslo e il Dipartimento di Giustizia norvegese presentarono ricorso alla Corte Suprema norvegese, ma la loro decisione fu respinta. Il 15 aprile 1950, la polizia di Oslo inviò una lettera a Rød, "annotando" che avrebbe ripreso le sue funzioni il 1º giugno di quell'anno alle 9 del mattino.
Nessuna prova credibile fu presentata in questi processi a sostegno della tesi di Rød, secondo cui avesse compiuto qualche atto per avvertire gli ebrei del loro arresto e della deportazione imminente e infatti, sebbene la resistenza fosse infiltrata praticamente in tutte le agenzie di polizia norvegesi, venne a sapere della deportazione solo alla fine del 25 novembre.
Nella sua assoluzione, la corte affermò che le azioni di Rød "erano necessarie affinché potesse svolgere l'altro, molto più importante lavoro di resistenza. Per tutto il tempo ha perseguito il suo piano volto a danneggiare il nemico e a beneficio dei suoi connazionali. L'accusato è quindi assolto."

### Il documento riservato su Rød
Il 13 marzo 1947 il ministro della Difesa Hauge mostrò al ministro della Giustizia Gundersen un documento riguardante Knut Rød, prima del processo presso la corte d'appello. Il documento era un rapporto di cinque giorni prima stilato da Vilhelm Evang, allora capo dei servizi segreti, indicante: 
- la partecipazione di Rød in un gruppo che raccoglieva informazioni su comunisti e simpatizzanti;
- Rød ha accettato 500 corone norvegesi per individuare le liste elettorali per il Partito comunista norvegese, relative alle ultime elezioni del parlamento e dei governi municipali;
- Rød ha reclutato suo fratello per il lavoro [del gruppo].[13] (Suo fratello era allora segretario presso l'agenzia governativa Kommunikasjonsdirektoratet.[13])

Olav Njølstad afferma che "Prima che il processo Rød riprendesse, il ministro della Difesa e della Giustizia erano già a conoscenza che l'imputato fosse preoccupato per la minaccia comunista e che potesse diventare un uomo utile nella sorveglianza comunista che avevano iniziato a costruire, a condizione che non fosse condannato per collaborazione con le potenze dell'Asse durante la seconda guerra mondiale e licenziato dalle forze di polizia."

## Eredità
Un professore di diritto e criminologia, Knut Sveri, ha scritto un articolo sul caso Rød in occasione del 70º compleanno di Johannes Andenæs, intitolato "Landssvikoppgjørets merkeligste rettssak" ("il processo più strano dei processi per tradimento del dopoguerra"): mise in dubbio le motivazioni della giuria nei due processi tenuti, ritenendo che qualsiasi circostanza avesse potuto giustificare il contributo dato nell'omicidio di centinaia di ebrei, in quello che è stato definito "il maggiore crimine commesso in Norvegia durante la seconda guerra mondiale".
Il 26 novembre 2006, il Centro norvegese per gli studi sull'Olocausto e le minoranze religiose ha esposto in mostra permanente una statua di Rød dello scultore Victor Lind: Rød è raffigurato con indosso l'uniforme nazista e con il braccio alzato nel saluto "Sieg Heil". Il centro ha anche tenuto un convegno sulla questione, concludendo che gli ebrei fossero considerati fuori dalla collettività – prima, durante e dopo la guerra – nella misura in cui i norvegesi pensavano che la deportazione fosse in qualche modo una questione a loro estranea.
Il 14 febbraio 2007, Georg Rieber-Mohn, giudice della Corte Suprema norvegese, ha pubblicato un editoriale sul Dagbladet in cui riteneva che l'assoluzione fosse opportuna su base strettamente giuridica, perché, affinché possa essere applicato l'articolo 86 (dare aiuto al nemico), si doveva considerare la totalità delle azioni dell'imputato e in questo caso la giuria ha ritenuto che l'assistenza di Rød fornita alla resistenza, sotto la copertura di agente di polizia dei nazisti, superasse il danno che aveva causato deportando gli ebrei. Ciò ha provocato un ulteriore dibattito sul fatto per valutare il peso dell'assistenza di Rød alla resistenza in confronto al suo ruolo nelle deportazioni, in riferimento alla colpevolezza secondo l'articolo 86.
Alla fine di ottobre 2008, Olav Njølstad, il biografo di Jens Hauge, rivelò che Rød era stato reclutato subito dopo la guerra per registrare i comunisti e i loro simpatizzanti. Si è quindi sollevata la possibilità che Hauge o altri influenti norvegesi abbiano influenzato l'esito dei processi contro Rød, per mantenerlo nelle forze di polizia, dove avrebbe potuto continuare la sua attività di sorveglianza.